# Élections législatives de 1978 en Gironde
Les élections législatives françaises de 1978 se déroulent les 12 et 19 mars 1978. Dans le département de la Gironde, dix députés sont à élire dans le cadre de dix circonscriptions.

## Élus
| Circonscription | Député sortant                            | Parti | Parti | Député élu ou réélu    | Parti | Parti |
| --------------- | ----------------------------------------- | ----- | ----- | ---------------------- | ----- | ----- |
| 1re             | Jean Valleix                              |       | RPR   | Jean Valleix           |       | RPR   |
| 2e              | Jacques Chaban-Delmas                     |       | RPR   | Jacques Chaban-Delmas  |       | RPR   |
| 3e              | Henri Deschamps                           |       | PS    | Henri Deschamps        |       | PS    |
| 4e              | Philippe Madrelle                         |       | PS    | Philippe Madrelle      |       | PS    |
| 5e              | Aymar Achille-Fould                       |       | CDS   | Raymond-Georges Julien |       | MRG   |
| 6e              | Michel Sainte-Marie                       |       | PS    | Michel Sainte-Marie    |       | PS    |
| 7e              | Émile Durand suppléant de Franck Cazenave |       | RI    | Pierre Lataillade      |       | RPR   |
| 8e              | Pierre Lagorce                            |       | PS    | Pierre Lagorce         |       | PS    |
| 9e              | Gérard César suppléant de Robert Boulin   |       | RPR   | Robert Boulin          |       | RPR   |
| 10e             | Gérard Deliaune                           |       | RPR   | Bernard Madrelle       |       | PS    |

## Résultats

### Résultats à l'échelle du département
| Parti          | Parti                              | Premier tour | Premier tour | Second tour | Second tour | Sièges |
| Parti          | Parti                              | Voix         | %            | Voix        | %           | Sièges |
| -------------- | ---------------------------------- | ------------ | ------------ | ----------- | ----------- | ------ |
|                | Parti socialiste                   | 176 254      | 30,81        | 268 427     | 48,04       | 5      |
|                | Parti communiste français          | 103 051      | 18,01        | Retrait     | Retrait     | 0      |
|                | Mouvement des radicaux de gauche   | 13 672       | 2,39         | 35 794      | 6,41        | 1      |
|                | Union de la gauche                 | 292 977      | 51,21        | 304 221     | 54,44       | 6      |
|                |                                    |              |              |             |             |        |
|                | Rassemblement pour la République   | 143 298      | 25,05        | 175 049     | 31,33       | 4      |
|                | Union pour la démocratie française | 81 513       | 14,25        | 79 511      | 14,23       | 0      |
|                | Divers droite                      | 18 260       | 3,19         |             |             | 0      |
|                | Majorité présidentielle            | 243 071      | 42,48        | 254 560     | 45,56       | 4      |
|                |                                    |              |              |             |             |        |
|                | Extrême gauche                     | 12 431       | 2,17         |             |             | 0      |
|                | Divers écologiste                  | 13 592       | 2,38         | 0           |             |        |
|                | Gaullistes d'opposition            | 6 202        | 1,08         | 0           |             |        |
|                | Parti socialiste unifié            | 2 455        | 0,43         | 0           |             |        |
|                | Divers                             | 1 002        | 0,18         | 0           |             |        |
|                | Front national                     | 409          | 0,07         | 0           |             |        |
|                |                                    |              |              |             |             |        |
| Inscrits       | Inscrits                           | 706 330      | 100,00       | 674 691     | 100,00      | 10     |
| Abstentions    | Abstentions                        | 123 026      | 17,42        | 105 322     | 15,61       |        |
| Votants        | Votants                            | 583 304      | 82,58        | 569 369     | 84,39       |        |
| Blancs et nuls | Blancs et nuls                     | 11 165       | 1,91         | 10 588      | 1,86        |        |
| Exprimés       | Exprimés                           | 572 139      | 98,09        | 558 781     | 98,14       |        |

### Résultats par circonscription

#### Première circonscription (Bordeaux-I)
| Candidat       | Candidat                   | Parti             | Premier tour | Premier tour | Second tour | Second tour |  |
| Candidat       | Candidat                   | Parti             | Voix         | %            | Voix        | %           |  |
| -------------- | -------------------------- | ----------------- | ------------ | ------------ | ----------- | ----------- |  |
|                | Jean Valleix sortant réélu | RPR               | 27 387       | 44,25        | 35 142      | 56,03       |  |
|                | Pierre Lalumière           | PS                | 17 290       | 27,94        | 27 575      | 43,97       |  |
|                | Henriette Poirier          | PCF               | 7 962        | 12,86        |             |             |  |
|                | Jean-Pierre Berron         | UDF (Rad)         | 4 353        | 7,03         |             |             |  |
|                | Pierre-Armand Bedos        | Divers écologiste | 2 821        | 4,56         |             |             |  |
|                | Robert Blancan             | FN                | 857          | 1,38         |             |             |  |
|                | Jacques Maitre             | LO                | 611          | 0,99         |             |             |  |
|                | Yves Peyrou                | LCR               | 496          | 0,8          |             |             |  |
|                | Bruno Borthury             | UOPDP             | 113          | 0,18         |             |             |  |
|                |                            |                   |              |              |             |             |  |
| Inscrits       | Inscrits                   | Inscrits          | 78 151       | 100,00       | 78 151      | 100,00      |  |
| Abstentions    | Abstentions                | Abstentions       | 15 521       | 19,86        | 14 389      | 18,41       |  |
| Votants        | Votants                    | Votants           | 62 630       | 80,14        | 63 762      | 81,59       |  |
| Blancs et nuls | Blancs et nuls             | Blancs et nuls    | 740          | 1,18         | 1 045       | 1,64        |  |
| Exprimés       | Exprimés                   | Exprimés          | 61 890       | 98,82        | 62 717      | 98,36       |  |

#### Deuxième circonscription (Bordeaux-II)
|                | Jacques Chaban-Delmas sortant réélu | RPR            | 13 238 | 55,27  |  |  |  |
|                | Pierre Biondini                     | PS             | 5 016  | 20,94  |  |  |  |
|                | Claude Scipion                      | PCF            | 2 894  | 12,08  |  |  |  |
|                | Dominique Prost                     | Écologie 78    | 1 174  | 4,9    |  |  |  |
|                | Adrien Junca                        | Divers droite  | 987    | 4,12   |  |  |  |
|                | Gérard Barthélemy                   | LO             | 327    | 1,37   |  |  |  |
|                | Odin Rossignol                      | FN             | 315    | 1,32   |  |  |  |
|                |                                     |                |        |        |  |  |  |
| Inscrits       | Inscrits                            | Inscrits       | 31 640 | 100,00 |  |  |  |
| Abstentions    | Abstentions                         | Abstentions    | 7 441  | 23,52  |  |  |  |
| Votants        | Votants                             | Votants        | 24 199 | 76,48  |  |  |  |
| Blancs et nuls | Blancs et nuls                      | Blancs et nuls | 248    | 1,02   |  |  |  |
| Exprimés       | Exprimés                            | Exprimés       | 23 951 | 98,98  |  |  |  |

#### Troisième circonscription (Bordeaux-III)
| Candidat       | Candidat                      | Parti          | Premier tour | Premier tour | Second tour | Second tour |  |
| Candidat       | Candidat                      | Parti          | Voix         | %            | Voix        | %           |  |
| -------------- | ----------------------------- | -------------- | ------------ | ------------ | ----------- | ----------- |  |
|                | Henri Deschamps sortant réélu | PS             | 12 285       | 32,24        | 20 534      | 52,91       |  |
|                | Robert Dussart                | RPR            | 9 081        | 23,83        | 18 274      | 47,09       |  |
|                | Guy Lacour                    | PCF            | 6 351        | 16,67        | Retrait     | Retrait     |  |
|                | Alain Guglielmi               | UDF (PR)       | 4 492        | 11,79        |             |             |  |
|                | Didier Cazabonne              | UDF (CDS)      | 3 043        | 7,98         |             |             |  |
|                | Nadine Bordes                 | Divers         | 1 002        | 2,63         |             |             |  |
|                | André Demarqc                 | PSD            | 788          | 2,07         |             |             |  |
|                | Louis Le Gall                 | LO             | 595          | 1,56         |             |             |  |
|                | P. Lecomte                    | CCA            | 472          | 1,24         |             |             |  |
|                |                               |                |              |              |             |             |  |
| Inscrits       | Inscrits                      | Inscrits       | 50 279       | 100,00       | 50 281      | 100,00      |  |
| Abstentions    | Abstentions                   | Abstentions    | 11 506       | 22,88        | 10 790      | 21,46       |  |
| Votants        | Votants                       | Votants        | 38 773       | 77,12        | 39 491      | 78,54       |  |
| Blancs et nuls | Blancs et nuls                | Blancs et nuls | 664          | 1,71         | 683         | 1,73        |  |
| Exprimés       | Exprimés                      | Exprimés       | 38 109       | 98,29        | 38 808      | 98,27       |  |

#### Quatrième circonscription (Créon)
| Candidat       | Candidat                        | Parti             | Premier tour | Premier tour | Second tour | Second tour |  |
| Candidat       | Candidat                        | Parti             | Voix         | %            | Voix        | %           |  |
| -------------- | ------------------------------- | ----------------- | ------------ | ------------ | ----------- | ----------- |  |
|                | Philippe Madrelle sortant réélu | PS                | 28 973       | 41,3         | 46 881      | 67,33       |  |
|                | Michel Broqua                   | PCF               | 16 201       | 23,09        | Retrait     | Retrait     |  |
|                | François Korber                 | RPR               | 12 359       | 17,62        | 22 749      | 32,67       |  |
|                | Jean-Louis Galland              | UDF (Rad)         | 7 231        | 10,31        |             |             |  |
|                | Claude Maluski                  | Écologie 78       | 2 609        | 3,72         |             |             |  |
|                | Pierre Gire                     | LO                | 942          | 1,34         |             |             |  |
|                | Louise Alaux                    | FN                | 645          | 0,92         |             |             |  |
|                | R. Fritz                        | Divers écologiste | 598          | 0,85         |             |             |  |
|                | Marie-Jeanne Mainhagu           | LCR               | 475          | 0,68         |             |             |  |
|                | Jean-Claude Cluzan              | UOPDP             | 117          | 0,17         |             |             |  |
|                |                                 |                   |              |              |             |             |  |
| Inscrits       | Inscrits                        | Inscrits          | 84 594       | 100,00       | 84 577      | 100,00      |  |
| Abstentions    | Abstentions                     | Abstentions       | 13 397       | 15,84        | 13 517      | 15,98       |  |
| Votants        | Votants                         | Votants           | 71 197       | 84,16        | 71 060      | 84,02       |  |
| Blancs et nuls | Blancs et nuls                  | Blancs et nuls    | 1 047        | 1,47         | 1 430       | 2,01        |  |
| Exprimés       | Exprimés                        | Exprimés          | 70 150       | 98,53        | 69 630      | 97,99       |  |

#### Cinquième circonscription (Lesparre-Médoc)
| Candidat       | Candidat                    | Parti          | Premier tour | Premier tour | Second tour | Second tour |  |
| Candidat       | Candidat                    | Parti          | Voix         | %            | Voix        | %           |  |
| -------------- | --------------------------- | -------------- | ------------ | ------------ | ----------- | ----------- |  |
|                | Aymar Achille-Fould sortant | UDF (CDS)      | 26 117       | 38           | 35 400      | 49,72       |  |
|                | Raymond-Georges Julien élu  | MRG            | 13 672       | 19,89        | 35 794      | 50,28       |  |
|                | Alain Chancogne             | PCF            | 12 745       | 18,54        | Retrait     | Retrait     |  |
|                | Guy Coubris                 | diss. PS       | 7 264        | 10,57        |             |             |  |
|                | René Pagès                  | RPR            | 6 099        | 8,87         |             |             |  |
|                | André Chambord              | PSU (FA)       | 1 253        | 1,82         |             |             |  |
|                | Marie-José Montanès         | LO             | 1 175        | 1,71         |             |             |  |
|                | Bernard Parvery             | Divers (GO)    | 411          | 0,6          |             |             |  |
|                |                             |                |              |              |             |             |  |
| Inscrits       | Inscrits                    | Inscrits       | 82 827       | 100,00       | 82 820      | 100,00      |  |
| Abstentions    | Abstentions                 | Abstentions    | 12 707       | 15,34        | 10 493      | 12,67       |  |
| Votants        | Votants                     | Votants        | 70 120       | 84,66        | 72 327      | 87,33       |  |
| Blancs et nuls | Blancs et nuls              | Blancs et nuls | 1 384        | 1,97         | 1 133       | 1,57        |  |
| Exprimés       | Exprimés                    | Exprimés       | 68 736       | 98,03        | 71 194      | 98,43       |  |

#### Sixième circonscription (Mérignac)
| Candidat       | Candidat                          | Parti             | Premier tour | Premier tour | Second tour | Second tour |  |
| Candidat       | Candidat                          | Parti             | Voix         | %            | Voix        | %           |  |
| -------------- | --------------------------------- | ----------------- | ------------ | ------------ | ----------- | ----------- |  |
|                | Michel Sainte-Marie sortant réélu | PS                | 32 298       | 37,08        | 53 260      | 61          |  |
|                | Gilles Loffredo                   | RPR               | 25 424       | 29,19        | 34 053      | 39          |  |
|                | Simone Rossignol                  | PCF               | 18 987       | 21,8         | Retrait     | Retrait     |  |
|                | André Puytorac                    | Divers écologiste | 4 519        | 5,19         |             |             |  |
|                | Gérard Degert                     | MDD               | 3 042        | 3,49         |             |             |  |
|                | Jacques Boncœur                   | PSU (FA)          | 1 202        | 1,38         |             |             |  |
|                | Denis Lacoste                     | LO                | 1 111        | 1,28         |             |             |  |
|                | Yves Peyrou                       | LCR               | 529          | 0,61         |             |             |  |
|                |                                   |                   |              |              |             |             |  |
| Inscrits       | Inscrits                          | Inscrits          | 108 505      | 100,00       | 108 505     | 100,00      |  |
| Abstentions    | Abstentions                       | Abstentions       | 19 422       | 17,9         | 19 117      | 17,62       |  |
| Votants        | Votants                           | Votants           | 89 083       | 82,1         | 89 388      | 82,38       |  |
| Blancs et nuls | Blancs et nuls                    | Blancs et nuls    | 1 971        | 2,21         | 2 075       | 2,32        |  |
| Exprimés       | Exprimés                          | Exprimés          | 87 112       | 97,79        | 87 313      | 97,68       |  |

#### Septième circonscription (Arcachon)
| Candidat       | Candidat              | Parti          | Premier tour | Premier tour | Second tour | Second tour |  |
| Candidat       | Candidat              | Parti          | Voix         | %            | Voix        | %           |  |
| -------------- | --------------------- | -------------- | ------------ | ------------ | ----------- | ----------- |  |
|                | Kléber Haye           | PS             | 18 687       | 27,01        | 34 418      | 48,33       |  |
|                | Pierre Lataillade élu | RPR            | 14 417       | 20,84        | 36 793      | 51,67       |  |
|                | Robert Cazalet        | UDF (PR)       | 13 674       | 19,76        | Retrait     | Retrait     |  |
|                | Jean Barrière         | PCF            | 11 507       | 16,63        | Retrait     | Retrait     |  |
|                | Michel Page           | Divers droite  | 9 101        | 13,15        |             |             |  |
|                | Aline Barthélemy      | LO             | 1 797        | 2,6          |             |             |  |
|                |                       |                |              |              |             |             |  |
| Inscrits       | Inscrits              | Inscrits       | 84 230       | 100,00       | 84 230      | 100,00      |  |
| Abstentions    | Abstentions           | Abstentions    | 13 522       | 16,05        | 11 692      | 13,88       |  |
| Votants        | Votants               | Votants        | 70 708       | 83,95        | 72 538      | 86,12       |  |
| Blancs et nuls | Blancs et nuls        | Blancs et nuls | 1 525        | 2,16         | 1 327       | 1,83        |  |
| Exprimés       | Exprimés              | Exprimés       | 69 183       | 97,84        | 71 211      | 98,17       |  |

#### Huitième circonscription (Langon)
| Candidat       | Candidat                     | Parti              | Premier tour | Premier tour | Second tour | Second tour |  |
| Candidat       | Candidat                     | Parti              | Voix         | %            | Voix        | %           |  |
| -------------- | ---------------------------- | ------------------ | ------------ | ------------ | ----------- | ----------- |  |
|                | Pierre Lagorce sortant réélu | PS                 | 20 801       | 38,01        | 33 206      | 59,47       |  |
|                | Jean-Michel Jardry           | UDF (PR)           | 12 872       | 23,52        | 22 633      | 40,53       |  |
|                | Jean Lafourcade              | PCF                | 12 387       | 22,64        | Retrait     | Retrait     |  |
|                | Philippe Briol               | Divers droite (DC) | 5 966        | 10,9         |             |             |  |
|                | Bernard Damart               | Divers droite      | 1 418        | 2,59         |             |             |  |
|                | Anne-Marie Pouquet           | LO                 | 1 276        | 2,33         |             |             |  |
|                |                              |                    |              |              |             |             |  |
| Inscrits       | Inscrits                     | Inscrits           | 66 215       | 100,00       | 66 297      | 100,00      |  |
| Abstentions    | Abstentions                  | Abstentions        | 10 174       | 15,37        | 9 346       | 14,1        |  |
| Votants        | Votants                      | Votants            | 56 041       | 84,63        | 56 951      | 85,9        |  |
| Blancs et nuls | Blancs et nuls               | Blancs et nuls     | 1 321        | 2,36         | 1 112       | 1,95        |  |
| Exprimés       | Exprimés                     | Exprimés           | 54 720       | 97,64        | 55 839      | 98,05       |  |

#### Neuvième circonscription (Libourne)
| Candidat       | Candidat                    | Parti          | Premier tour | Premier tour | Second tour | Second tour |  |
| Candidat       | Candidat                    | Parti          | Voix         | %            | Voix        | %           |  |
| -------------- | --------------------------- | -------------- | ------------ | ------------ | ----------- | ----------- |  |
|                | Robert Boulin sortant réélu | RPR            | 25 898       | 48,71        | 28 038      | 50,77       |  |
|                | Pierre Lart                 | PS             | 17 589       | 33,08        | 27 191      | 49,23       |  |
|                | Jean Cucurull               | PCF            | 8 020        | 15,08        |             |             |  |
|                | Monique Le Hir              | LO             | 1 660        | 3,12         |             |             |  |
|                |                             |                |              |              |             |             |  |
| Inscrits       | Inscrits                    | Inscrits       | 64 398       | 100,00       | 64 347      | 100,00      |  |
| Abstentions    | Abstentions                 | Abstentions    | 9 906        | 15,38        | 8 212       | 12,76       |  |
| Votants        | Votants                     | Votants        | 54 492       | 84,62        | 56 135      | 87,24       |  |
| Blancs et nuls | Blancs et nuls              | Blancs et nuls | 1 325        | 2,43         | 906         | 1,61        |  |
| Exprimés       | Exprimés                    | Exprimés       | 53 167       | 97,57        | 55 229      | 98,39       |  |

#### Dixième circonscription (Blaye)
| Candidat       | Candidat             | Parti             | Premier tour | Premier tour | Second tour | Second tour |  |
| Candidat       | Candidat             | Parti             | Voix         | %            | Voix        | %           |  |
| -------------- | -------------------- | ----------------- | ------------ | ------------ | ----------- | ----------- |  |
|                | Bernard Madrelle élu | PS                | 16 051       | 35,57        | 25 362      | 54,15       |  |
|                | Alain Guirriec       | UDF (PR)          | 9 731        | 21,57        | 21 478      | 45,85       |  |
|                | Gérard Grasilier     | RPR               | 9 395        | 20,82        | Retrait     | Retrait     |  |
|                | André Bonnemaison    | PCF               | 5 997        | 13,29        |             |             |  |
|                | Gilles Ratia         | Divers écologiste | 1 871        | 4,15         |             |             |  |
|                | Jean-Michel Forsans  | Divers (GO)       | 932          | 2,07         |             |             |  |
|                | Jean Cavignac        | LO                | 735          | 1,63         |             |             |  |
|                | Pierre Sirgue        | FN                | 409          | 0,91         |             |             |  |
|                |                      |                   |              |              |             |             |  |
| Inscrits       | Inscrits             | Inscrits          | 55 491       | 100,00       | 55 483      | 100,00      |  |
| Abstentions    | Abstentions          | Abstentions       | 9 430        | 16,99        | 7 766       | 14          |  |
| Votants        | Votants              | Votants           | 46 061       | 83,01        | 47 717      | 86          |  |
| Blancs et nuls | Blancs et nuls       | Blancs et nuls    | 940          | 2,04         | 877         | 1,84        |  |
| Exprimés       | Exprimés             | Exprimés          | 45 121       | 97,96        | 46 840      | 98,16       |  |